# غريغ ألين (لاعب دوري الرغبي)
غريغ ألين (بالإنجليزية: Greg Allen)‏ هو لاعب دوري الرغبي أسترالي، ولد في 27 أكتوبر 1947 في Warren, New South Wales ‏ في أستراليا، وتوفي في 25 أبريل 2009.